# 대전 나들목
대전 나들목(Daejeon IC)은 대전광역시 대덕구 비래동에 있는 경부고속도로의 30번 교차로이다. 대전 시내 (대덕구 및 동구 일대)로 진출할 수 있다. 안내 표지판에는 국도 제17호선과 접속되는 것으로 나와있으나 실제로 국도 제17호선과는 3km 정도 거리로 상당히 멀리 떨어져 있으며, 동서대로의 시발점이 나들목과 직접 연결된다. 또한 인근의 동부네거리는 한밭대로와 동대전로의 시발점이기도 하다.

## 연혁
- 1969년 12월 10일 : 경부고속도로 천안 ~ 대전 구간 개통에 따라 영업 개시[1]
- 1976년 4월 3일 : 대전 도시계획시설 교통광장 제22호로 고시[2]
- 2003년 8월 19일 : 2004년 12월까지 나들목 요금소 차로 확장 공사로 인해 대전광역시 대덕구 비래동 1km 구간 도로구역 변경[3]

## 구조물 정보
- 행정구역: 대전광역시 대덕구 비래동, 송촌동
- 영업소: 대전광역시 대덕구 동서대로 1855 (송촌동)
- 한국도로공사 대전충청본부: 대전광역시 대덕구 동서대로 1855 (송촌동)
- 한국도로공사 대전지사: 대전광역시 대덕구 동서대로 1855 (송촌동)

## 접속하는 도로
- 동서대로

## 교통량 정보
| 요금소        | 통행량 (대/일) | 통행량 (대/일) | 통행량 (대/일) | 통행량 (대/일) | 통행량 (대/일) | 통행량 (대/일) | 통행량 (대/일) | 통행량 (대/일) | 통행량 (대/일) | 통행량 (대/일) | 각주  |
| 요금소        | 2001년         | 2002년         | 2003년         | 2004년         | 2005년         | 2006년         | 2007년         | 2008년         | 2009년         | 2010년         | 각주  |
| ------------- | -------------- | -------------- | -------------- | -------------- | -------------- | -------------- | -------------- | -------------- | -------------- | -------------- | ----- |
| 대전 (폐쇄식) | 20,809         | 23,067         | 23,942         | 22,803         | 22,063         | 21,921         | 21,787         | 20,864         | 22,035         | 23,334         | [ 4 ] |
| 요금소        | 2011년         | 2012년         | 2013년         | 2014년         | 2015년         | 2016년         | 2017년         | 2018년         | 2019년         |                | [ 4 ] |
| 대전 (폐쇄식) | 23,565         | 23,327         | 24,019         | 24,547         | 25,656         | 25,537         | 24,876         | 24,316         | 24,182         |                | [ 4 ] |

## 사진

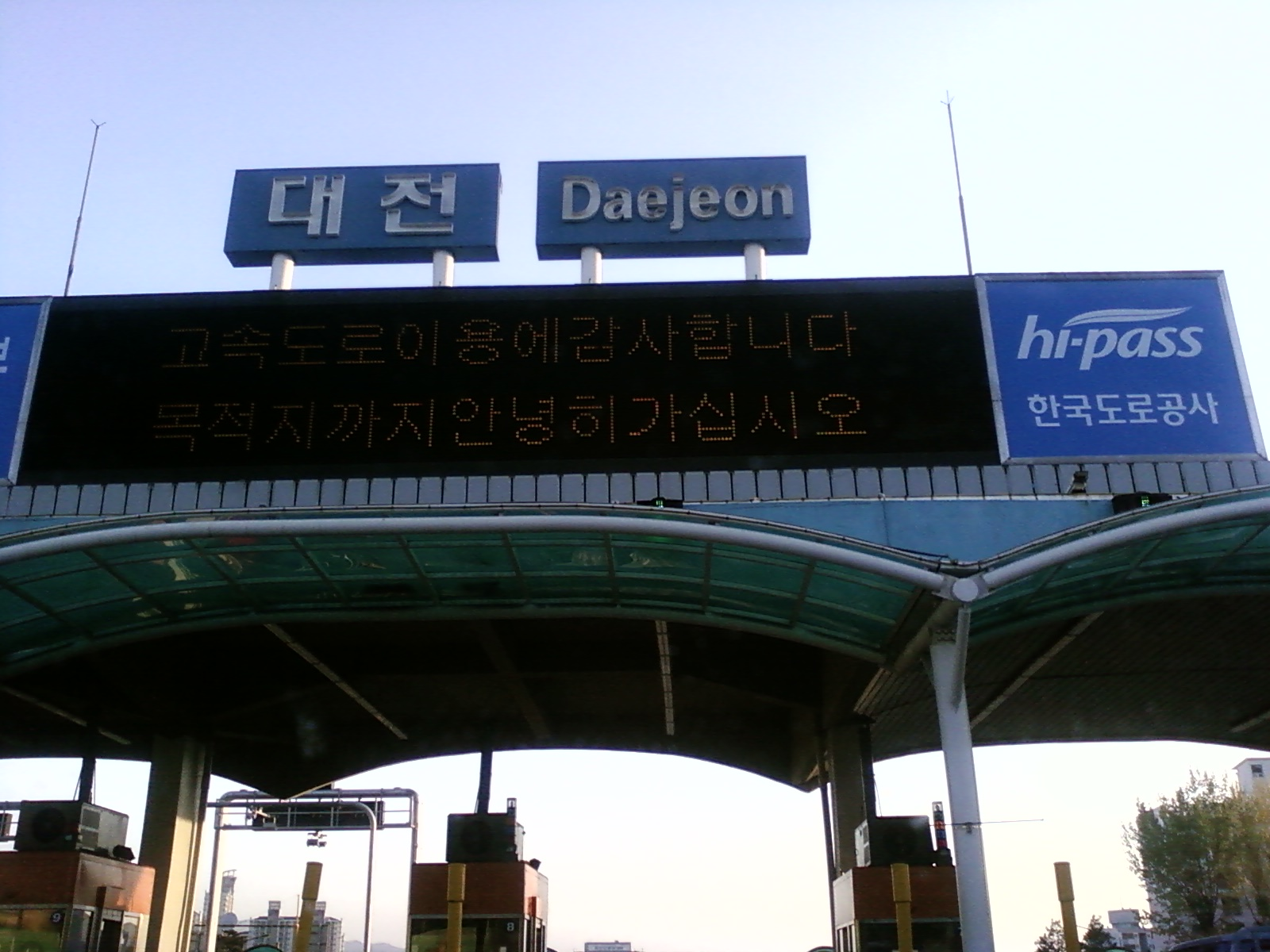
대전 나들목 진출 방향 (변경 전)
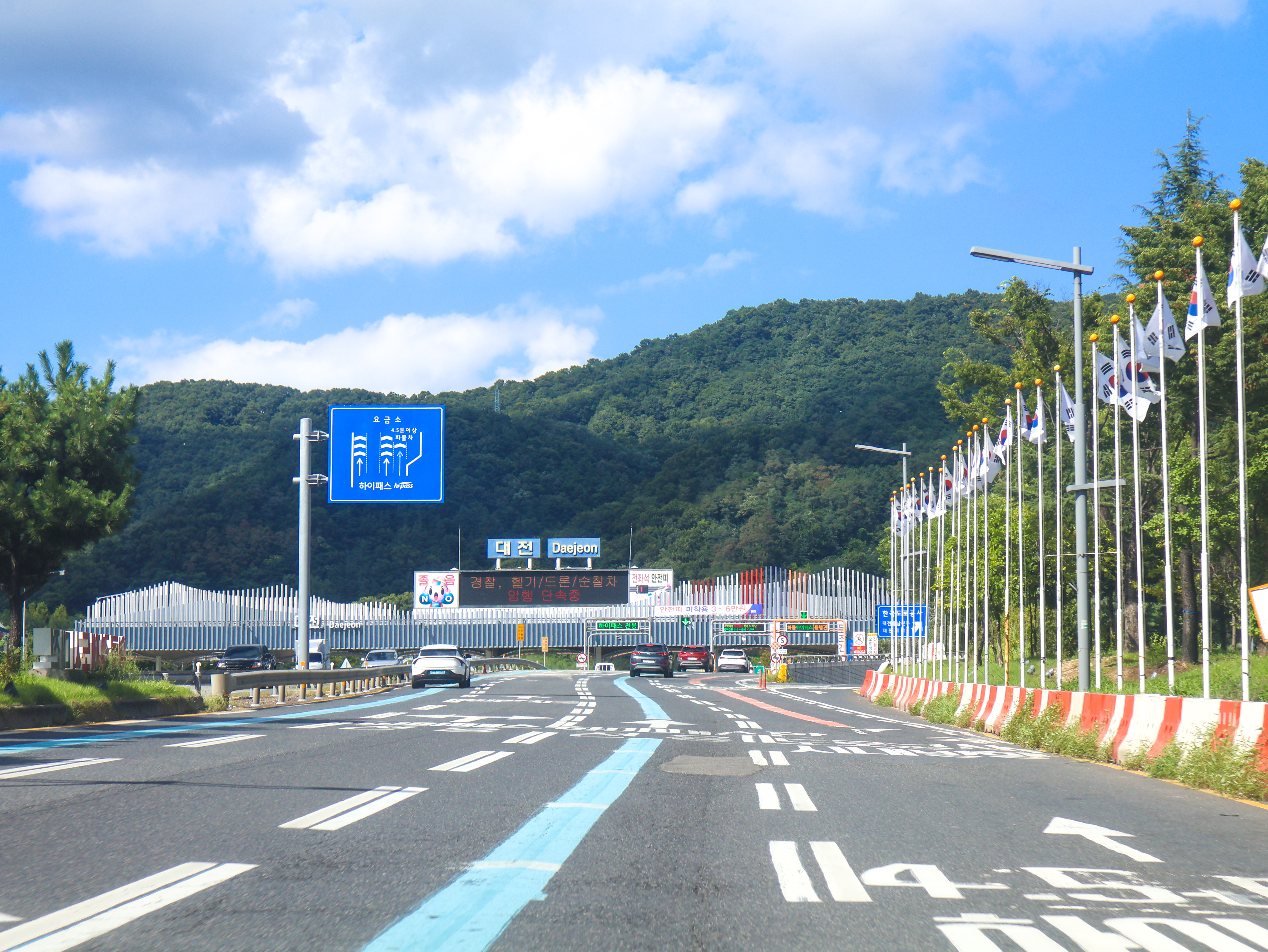
대전 나들목 (진출 방향)
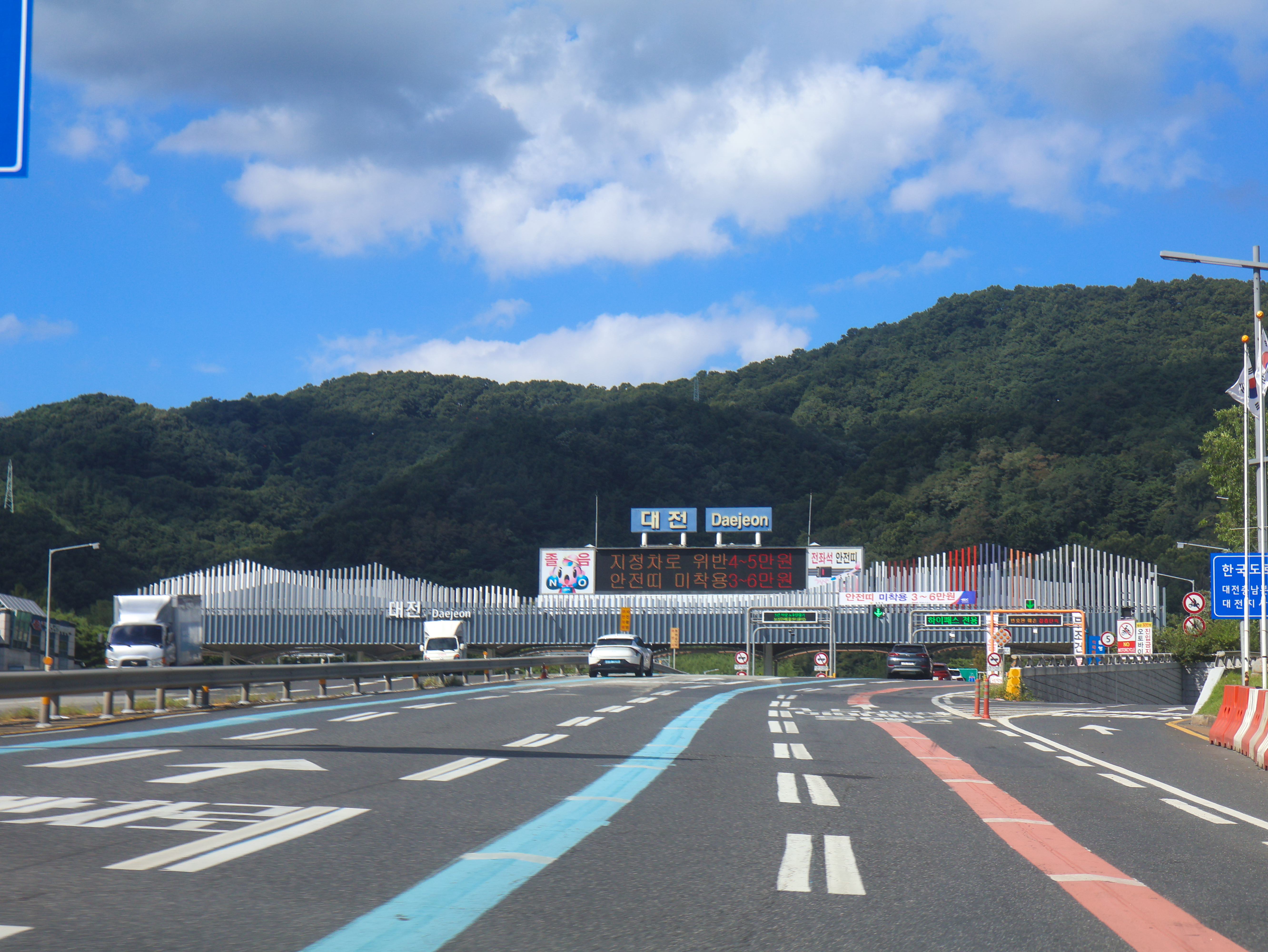
대전 나들목 (진출 방향)
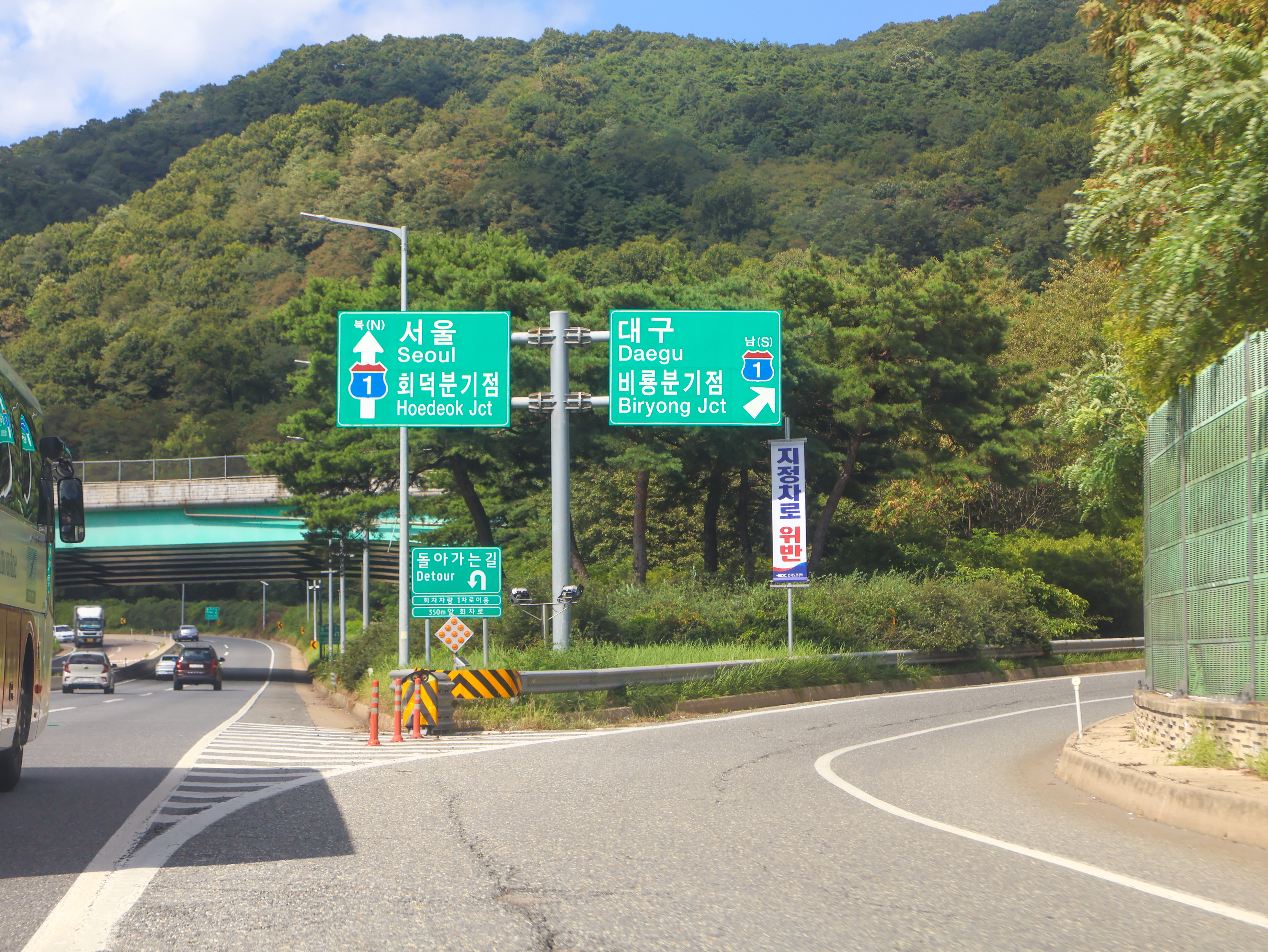
대전 나들목 서울 방향 진출로